# 1995 OL1
1995 OL1 är en asteroid i huvudbältet som upptäcktes den 19 juli 1995 av Beijing Schmidt CCD Asteroid Program vid Xinglong-observatoriet.
Asteroiden har en diameter på ungefär 9 kilometer.